# Protoplanetární mlhovina

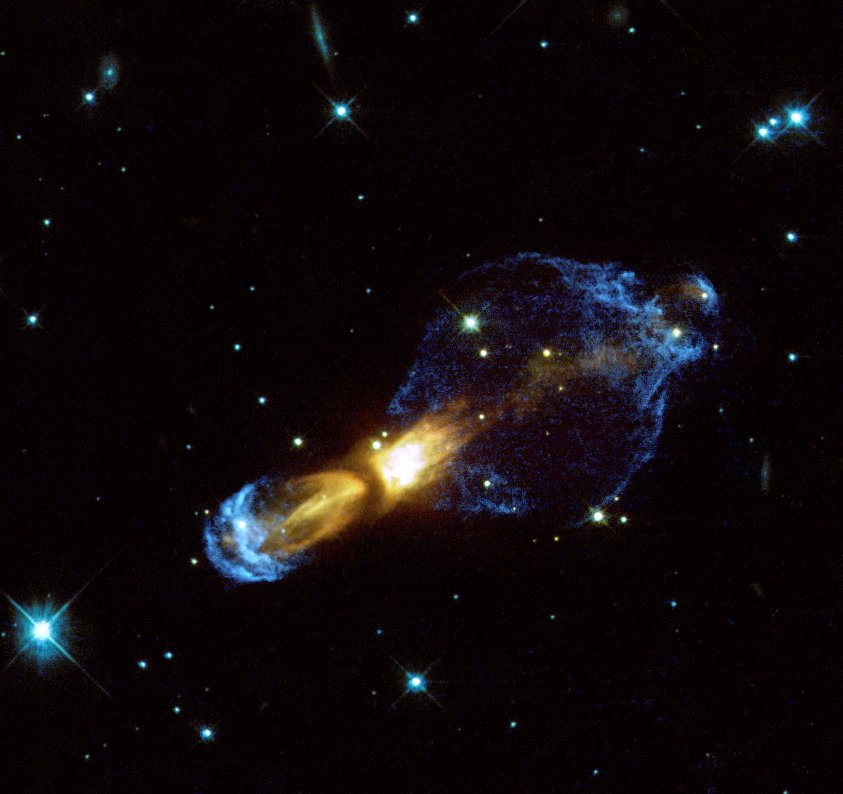
Jedna z protoplanetárních mlhovin

Protoplanetární mlhovina (PPM) je astronomický objekt, který je krátkodobou fází hvězdného vývoje mezi pozdní asymptotickou větví obrů (LAGB) a následnou planetární mlhovinou. PPM silně vyzařuje infračervené záření, podobá se reflexní mlhovině. Ve vývojovém cyklu hvězd střední velikosti (1-8 hmotností Slunce) je jejich předposlední fází, v níž dosahuje hvězda vysokého jasu. Vzhledem ke krátké době existence víme v naší Galaxii jen o několika stech takových objektech. Patří mezi ně například IRAS 13208-6020 či IRAS 20068+4051.